# 1118 en santé et médecine
| Années de la santé et de la médecine : 1115 - 1116 - 1117 - 1118 - 1119 - 1120 - 1121    |
| Décennies de la santé et de la médecine : 1080 - 1090 - 1100 - 1110 - 1120 - 1130 - 1140 |

## Fondations
- Fondation du grand hôtel-Dieu de Meaux, capitale de la Brie[1].
- Guiraud fait bâtir « un hôpital-hôtellerie pour accueillir les pauvres, les malades et les nombreux pèlerins et voyageurs de passage sur la voie contiguë au prieuré [de Cassan[2]] ».
- 1117-1118 : Mathilde d'Écosse, femme du roi d'Angleterre Henri Ier, fonde à Londres l'hôpital pour lépreux de St. Giles-in-the-Fields[3].
- 1118-1128 : la donation d'une citerne « à l'usage des pauvres » par Gormond de Picquigny, patriarche de Jérusalem, confirmée en 1130 par son successeur Guillaume de Messines, peut être tenue pour fondatrice d'une « maison des lépreux », premier établissement de ce qui deviendra l'ordre hospitalier de Saint-Lazare[4].
- Vers 1118 : Hellin, abbé de Notre-Dame-aux-Fonts, fait reconstruire ou agrandir l'hôpital épiscopal de Liège, qui aura disparu dès 1203[5].
- Vers 1115-1118 : Gaston le Croisé, seigneur de Béarn, fait construire à Aubertin et place sous le contrôle du prieuré de Sainte-Christine du Somport un hôpital de pèlerins qui n'ouvrira qu'en 1128[6].

## Personnalités
- Avant 1118 : fl. Thomas Falyn, « docteur en medicine a Paris, grant astrologien [qui] predist le terre motus qui fut l'an mil cent XVIII », selon Simon de Phares, mais que Jean-Patrice Boudet qualifie de personnage « imaginaire[7] ».
- 1117-1118 : fl. Laurent, « signataire d'une charte de Saint-Nicolas d'Angers », serviteur d'un médecin nommé Jean (« famulus Joannis medici »), mais que Dubreuil-Chambardel présente, à tort selon Wickersheimer, comme étant le disciple de ce médecin[8].

## Naissance
- Vers 1110-1118 ou en 1120 : Mkhitar de Her (mort en  1200), médecin, chirurgien, physiologiste et astronome arménien, auteur de divers ouvrages, sur « la structure et la composition des yeux », sur « le scrotum » ou sur « les pierres et leurs propriétés », et qui « peut être considéré comme le chef de file de l'école médicale arménienne du XIIe siècle[9],[10] ».

## Décès
- 1118 ? : Bernard de Tiron (né vers 1046), fondateur de la congrégation de la Sainte-Trinité, canonisé par l'Église catholique et que Dubreuil-Chambardel dit avoir été formé à la médecine par Guillaume Firmat quoiqu'on n'ait aucune preuve, selon Wickersheimer, qu'il ait jamais exercé cet art[11].